# Boualem Sansal
Pour les articles homonymes, voir Sansal.
Boualem Sansal (en arabe : بوعلام صنصال, en tamazight : Buɛlam Senṣal; ⴱⵓⴰⵍⴰⵎ ⵙⴻⵏⵚⴰⵍ), né le 15 octobre 1944 ou le 15 octobre 1949 (selon les sources) à Theniet El Had, est un écrivain franco-algérien d'expression française. Il est le lauréat du grand prix du roman de l'Académie française en 2015 pour son roman 2084 : la fin du monde.
Il est incarcéré en Algérie depuis le 16 novembre 2024, après avoir obtenu la nationalité française en juin 2024, et quelques semaines après avoir contesté les frontières actuelles du pays avec le Maroc dans le média français d'extrême droite Frontières. Cette arrestation a pour effet d'intensifier la crise diplomatique entre Alger et Paris. Le 27 mars 2025, il est condamné à une peine de cinq ans de prison ferme et à une amende de 500 000 dinars.

## Biographie

### Famille et formation
Boualem Sansal est né dans un village des monts de l'Ouarsenis, en Algérie. Son père, Abdelkader Sansal, est d'origine marocaine et issu d'une famille du Rif au Maroc qui s'installe en Algérie. Sa mère algérienne Khdidja Benallouche, a reçu une instruction et une éducation occidentales. Il passe une partie de son enfance dans le quartier Belcourt à Alger.
Boualem Sansal a une formation d'ingénieur de l'École nationale polytechnique ainsi qu'un doctorat d'économie. Il a été enseignant, consultant, chef d'entreprise et haut fonctionnaire au ministère de l'Industrie algérien.

### Débuts littéraires
Boualem Sansal, bien que grand lecteur, ne se vouait pas à l'écriture. Mais sous les encouragements de son ami Rachid Mimouni, il commence à écrire en 1997, en réaction contre le terrorisme islamiste, alors que la guerre civile algérienne (la « décennie noire ») bat son plein. Il cherche à entrer dans l'esprit de ses compatriotes pour tenter de comprendre puis d'expliquer ce qui a mené à l'impasse politique, sociale et économique de son pays, et à la montée de l'islamisme.
Son premier ouvrage, Le Serment des barbares, connaît un succès de librairie : Sansal est invité au printemps 2000 au Festival du premier roman de Chambéry et, en été, au festival Les Nuits & les Jours de Querbes.

### Consécration littéraire et tensions avec le pouvoir algérien
En 2003, Boualem Sansal est rescapé du séisme meurtrier qui touche sa région à Boumerdès. Après avoir été porté disparu pendant un certain temps, il est retrouvé grâce à un appel lancé par la télévision algérienne.
La même année, c'est en France qu'est publié son troisième roman, Dis-moi le paradis, description de l'Algérie postcoloniale, à travers les portraits de personnages que rencontre le personnage principal, Tarik, lors de son voyage à travers ce pays. Le ton est très critique envers le pouvoir algérien, se moquant de Boumédiène, critiquant ouvertement la corruption à tous les niveaux de l'industrie et de la politique, l'incapacité à gérer le chaos qui a suivi l'indépendance, et attaquant parfois violemment les islamistes. Il critique également l'arabisation de l'enseignement.
Selon El Hachemi Djaâboub, ministre de l’Industrie à l’époque, Sansal a été limogé en raison de son absence constante et de ses déplacements non justifiés à l’étranger. Il ne s’est pas retiré de ce ministère en opposition à la politique menée par le gouvernement algérien.
En 2005, s'inspirant de son histoire personnelle, il écrit Harraga (harraga signifie « brûleur de route », surnom que l'on donne à ceux qui partent d'Algérie, souvent en radeau dans des conditions dramatiques, pour tenter de passer en Espagne).
En 2006, son nouveau livre Poste restante, Alger, une lettre ouverte à ses compatriotes, est censuré dans son pays. Après la sortie de ce pamphlet, il est menacé et insulté, mais il décide de rester en Algérie. En 2007, il publie Petit éloge de la mémoire, récit épique de l'aventure berbère.
Son roman Le Village de l'Allemand, sorti en janvier 2008, est censuré en Algérie, car il fait le parallèle entre islamisme et nazisme. Le livre raconte l'histoire du SS Hans Schiller, qui fuit en Égypte après la défaite allemande et se retrouve ensuite à aider l’Armée de libération algérienne pour, finalement, devenir un héros de guerre et se retirer dans un petit village perdu. Le livre s'inspire d'une histoire authentique, découverte dans les années 1980.

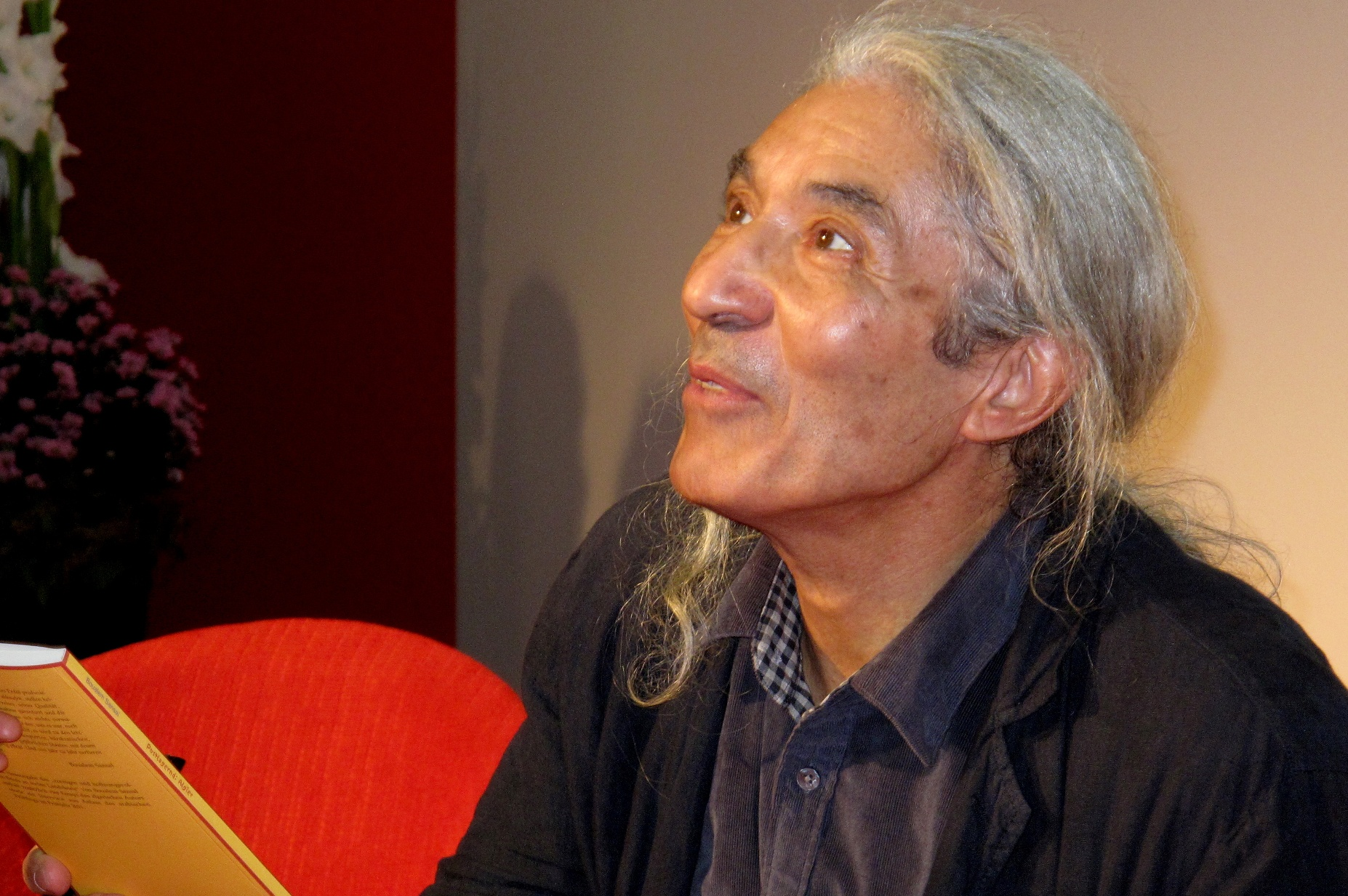
Boualem Sansal au Salon du livre de Francfort 2011.

Ses livres, publiés en France, sont librement vendus en Algérie. Cependant, l'auteur y suscite la controverse, notamment depuis sa visite au Salon du livre de Jérusalem (he) en 2011. Cette participation suscite de nombreuses critiques dans le monde arabe.
Lors du Festival de Berlin 2012, il est membre du jury de Mike Leigh. Il y côtoie Barbara Sukowa, François Ozon, Jake Gyllenhaal, Charlotte Gainsbourg, Asghar Farhadi et Anton Corbijn. 
En 2018, il participe à l'écriture d'un ouvrage commun, Le Nouvel Antisémitisme en France, sous la direction de Philippe Val, dans lequel il écrit que le gouvernement français participe « au plan de conquête de la planète par la soumission de ses habitants à l’islam », ce que lui reproche Nicolas Lebourg, chercheur et membre de l'Observatoire des radicalités politiques de la fondation Jean-Jaurès.
Alors que l'hebdomadaire français Télérama le décrit comme un intellectuel issu « de la gauche laïque algérienne », il est porté aux nues par l'extrême droite française. Boualem Sansal est membre du comité éditorial du média français d’extrême droite Frontières,.
Il est naturalisé français par le président de la République Emmanuel Macron lui-même en 2024. Selon son ami Xavier Driencourt, il cherche alors à « s'installer en France », où son épouse est hospitalisée.

### Arrestation en Algérie en 2024
Le 16 novembre 2024, Boualem Sansal est arrêté à Alger par la police algérienne et placé sous mandat de dépôt dans une unité pénitentiaire d’un hôpital d’Alger.

#### Procédure judiciaire et condamnation
Une procédure pénale est ouverte contre lui pour « atteinte à l'unité nationale ». Celle-ci serait liée à de récentes déclarations faites au média d'extrême droite Frontières, dans lesquelles il reprend la position du Maroc selon lequel son territoire aurait été tronqué, durant la colonisation, au profit de l'Algérie : « Quand la France a colonisé l'Algérie, toute la partie ouest de l'Algérie faisait partie du Maroc : Tlemcen, Oran et même jusqu'à Mascara. Toute cette région faisait partie du royaume,. »
Il est poursuivi en vertu de l'article 87 bis du Code pénal algérien qui réprime les « crimes qualifiés d'actes terroristes ou subversifs », visant notamment les manœuvres « [portant] atteinte à l'intégrité du territoire national ou [incitant] à le faire, par quelque moyen que ce soit » selon une ordonnance prise lors de la répression du Hirak,.
Le 27 novembre 2024, son avocat, le français François Zimeray, annonce que l'écrivain a fait appel de sa mise en détention. Quelques jours plus tard, François Zimeray fait savoir qu'il n’a pas pu obtenir de visa d'entrée en Algérie pour rencontrer son client. Le 11 décembre 2024, la chambre d'accusation rejette la demande d'appel et maintient Boualem Sansal en incarcération.
Selon des médias français, le 17 février 2025, des hommes qualifiés d'« émissaires du régime algérien » par le magazine Marianne rendent visite à Boualem Sansal dans sa chambre du pavillon pénitentiaire de l'hôpital Mustapha-Pacha et lui suggèrent de prendre « un avocat non juif », pour faciliter sa défense, afin que ce dernier ait des chances d’obtenir un visa pour pouvoir visiter son client mais aussi pour sa sécurité face à la haine qui le vise en Algérie,. Aussi, selon son avocat, Boualem Sansal décide, dès le 17 février 2025, d'entamer une grève de la faim pour dénoncer « les pressions exercées sur lui »,,. François Zimeray indique également que le protocole de soins pour traiter le cancer de Boualem Sansal est interrompu du fait de cette grève de la faim. Le bâtonnier d’Alger, Mohamed Baghdadi, dément les informations données par François Zimeray et affirme que ce dernier n'est plus l'avocat de Boualem Sansal, qui a choisi de se défendre seul. Il conteste aussi les critiques concernant des entorses à la procédure. Dans un entretien accordé à Sud Radio au sujet de l'affaire Boualem Sansal, le recteur de la grande mosquée de Paris, Chems-Eddine Hafiz, dément les affirmations de certains médias français selon lesquelles l'avocat François Zimeray se serait vu refuser un visa pour défendre Sansal « parce qu’il est juif ». Il a également rappelé que c'est l'éditeur Gallimard qui a désigné François Zimeray comme avocat de Sansal, et non l'intéressé lui-même, ce qui est contraire au droit pénal. L’avocat français a sollicité une deuxième demande de visa pour rencontrer l'écrivain ; il « n’a pas reçu de réponse mais n’a pas été refusée ».
Le 13 mars 2025, Boualem Sansal comparait devant un juge du tribunal de Dar El Beïda, selon des sources médiatiques. Celles-ci rapportent qu'un nouveau chef d'inculpation pèse sur lui, celui d'« intelligence avec des parties étrangères ». D'après le journal Ennahar, il est accusé d'avoir, par le passé, transmis à l'ambassadeur de France en Algérie des informations et renseignements sensibles à caractère sécuritaire et économique. Le 20 mars 2025, le parquet du tribunal de Dar El Beida requiert dix ans de prison et une amende d’un million de dinars (environ 6 887 euros). 
Lors du procès, qui a duré vingt minutes, Boualem Sansal apparaît en bonne condition et confirme son choix d'assurer lui-même sa défense. Il ne nie pas les faits, mais conteste la qualification retenue par l'accusation, estimant que les propos qui lui sont reprochés relèvent de sa liberté d'expression. Cela inclut également les échanges retrouvés dans sa messagerie avec deux ambassadeurs de France en Algérie,. Le 27 mars 2025, il est condamné à une peine de cinq ans de prison ferme et à une amende de 500 000 dinars (environ 3 500 euros). Le 2 avril 2025, François Zimeray annonce que Boualem Sansal fait appel de sa condamnation. Il est jugé en appel le 24 juin, seul après qu'il a refusé les avocats algériens commis d’office, le procureur demande dix ans de prison ferme. Boualem Sansal se défend : « La Constitution garantit la liberté d’expression et de conscience et pourtant je suis là ». Le 1er juillet 2025, alors qu'il est défendu par le nouvel avocat français Pierre Cornut-Gentille,  la cour d'appel d'Alger confirme la peine de cinq ans de prison de Boualem Sansal.

#### Réactions

##### Sphère politique
L'arrestation de Boualem Sansal a intensifié la crise entre Alger et Paris, déjà exacerbée depuis le 31 juillet 2024 par l'annonce du soutien de la France aux positions marocaines sur le Sahara occidental. En France, sa récente acquisition de la nationalité française est mise en avant pour exiger sa libération, une revendication particulièrement exploitée par l'extrême-droite, qui s'empare de cette affaire pour accentuer ses critiques envers l'Algérie.
Le 29 décembre 2024, le président algérien Abdelmadjid Tebboune évoque pour la première fois l'arrestation de Boualem Sansal, qu'il qualifie d'« imposteur envoyé par la France ». Pour sa part, le président Emmanuel Macron affirme, le 6 janvier 2025, que l'Algérie « entre dans une histoire qui la déshonore » en maintenant en détention l'écrivain âgé et malade.

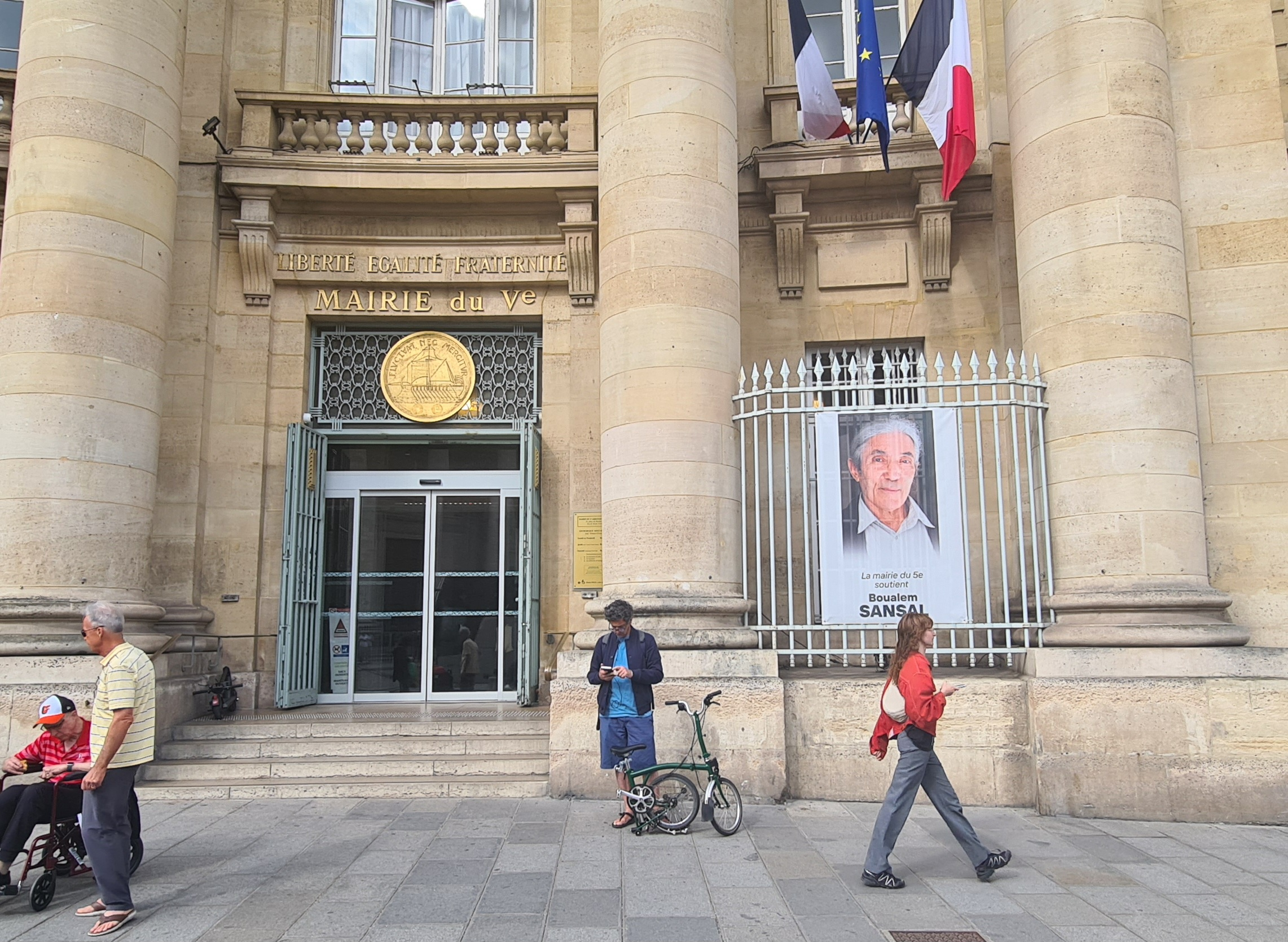
Soutien à Boualem Sansal à Paris (juin 2025).

Le 23 janvier 2025, le Parlement européen adopte par une écrasante majorité une résolution pour condamner son arrestation et réclamer sa libération immédiate et inconditionnelle. L'abstention ou le vote contre cette résolution de certains députés de La France insoumise, dénonçant une instrumentalisation de l'affaire par la droite et l'extrême droite dans les relations entre la France et l'Algérie,, provoquent une polémique en France, où leurs votes sont qualifiés de « honte » par des personnalités, de gauche de droite,.
Dans une interview accordée à L'Opinion, le président algérien estime qu’il ne s’agit pas « d’un problème algérien » mais d’une question relevant de « ceux qui l’ont créé ». Selon lui, « d’autres cas de binationaux n’ont pas suscité autant de solidarité » et cette affaire viserait à « mobiliser contre l’Algérie ». Concernant l’absence de visite consulaire pour l’écrivain, le président algérien souligne qu’il était « avant tout algérien ». Il ajoute que Boualem Sansal était pris en charge médicalement et serait jugé dans les délais impartis. Il précise également que l’écrivain pouvait communiquer régulièrement avec sa femme et sa fille.
Le 26 février, François Bayrou, Premier ministre français, mentionne « une grande inquiétude » concernant la santé de Boualem Sansal et relève les pressions qui « mettent en cause ses avocats ». La condamnation de l'écrivain est critiquée par tous les partis politiques français « de LFI au RN ».
Début juillet 2025, Jean-Luc Mélenchon, figure tutélaire de La France insoumise, demande au président Abdelmadjid Tebboune « d’user de ses pouvoirs constitutionnels » en libérant l'écrivain Boualem Sansal et le journaliste Christophe Gleizes. Pour sa part, le député européen François-Xavier Bellamy estime le 5 juillet, le jour de Fête de l'Indépendance en Algérie, que « dans l'immédiat, la première chose à faire, c'est d'engager le bras de fer indispensable pour faire valoir nos principes, la libération de Boualem Sansal, nos intérêts, le respect absolu de notre souveraineté sur le plan migratoire »,.
En Belgique, en juillet 2025, les députés de la Chambre des représentants votent à l'unanimité une résolution demandant la libération immédiate et inconditionnelle de Boualem Sansal.
En août 2025, Emmanuel Macron, mettant notamment en avant l'incarcération pérenne de Boualem Sansal et de Christophe Gleizes, demande au gouvernement français des mesures de rétorsions plus fortes .

##### Société civile
En Algérie, la nouvelle de son arrestation est accueillie avec une certaine indifférence. Le quotidien algérien en ligne TSA estime que les Algériens reprochent à Sansal d'adhérer aux thèses de l'extrême droite française et dénonce également son positionnement perçu comme favorable au Maroc, dans un contexte marqué par la montée de discours expansionnistes au sein du royaume,. Pour El Watan, Boualem Sansal aurait symboliquement concédé une partie du territoire algérien au voisin occidental dans ses propos. Le journal l'accuse d'avoir été envoyé en éclaireur pour sonder la détermination de l'État algérien à défendre ses frontières, ce qui aurait suscité une réaction unanime du peuple en faveur de la souveraineté nationale.
En France, des meetings de soutien sont organisés pour demander la libération de l'écrivain,. Trois comités de soutien sont constitués pour le défendre: le Comité de soutien international à Boualem Sansal, qui comprend plus de 1 300 membres d’une vingtaine de nationalités, le Comité belge de soutien à Boualem Sansal, et les Amis de la liberté avec Boualem Sansal, qui regroupe près de 1 400 participants.
En Allemagne, des intellectuels allemands et internationaux signent une tribune, en novembre 2024, pour demander la libération de l'écrivain : « Il n'y a qu'une seule chose que l'on puisse dire au gouvernement algérien : aucun écrivain ne doit être emprisonné à cause de ses opinions ». L'hebdomadaire Le Point cite quelques personnalités signataires, à savoir : Margaret Atwood, Elfriede Jelinek, David Grossman, Orhan Pamuk, Anne Applebaum et Martin Schulz.
L'écrivain algérien Yasmina Khadra demande sa libération lors d'un entretien avec le président Abdelmadjid Tebboune en mai 2025.  De son côté, Rachid Boudjedra, autre écrivain algérien, le décrit début juin comme un « homme du système algérien choyé en bureaucrate docile », affirmant qu'il a bénéficié d'avantages substantiels pour construire une villa dans un site protégé à Zemmouri (Boumerdès) près d'Alger.

##### ONG
Amnesty International, le Pen Club et Reporters sans frontières ont condamné son arrestation et requis sa liberté. Pour Bassam Khawaja de l'ONG Human Rights Watch, l'affaire Boualem Sansal « illustre bien la répression qui sévit en Algérie, contre ceux qui critiquent les autorités ou expriment des opinions qui leur déplaisent ».

### Vie privée
Il a épousé en premières noces une tchèque qui lui a donné 2 enfants puis s'est remarié avec Naziha, enseignante de mathématiques à Boumerdès, qui fut obligée de démissionner. Gravement malade, elle a été soignée en France en 2024.

## Œuvres

### Romans
- 1999 : Le Serment des barbares, Gallimard, « Folio » no 3507 – prix du premier roman 1999, prix Tropiques 1999.
- 2000 : L'Enfant fou de l'arbre creux, Gallimard, « Folio » no 3641 – prix Michel-Dard.
- 2003 : Dis-moi le paradis, Gallimard, coll. « Blanche »  (ISBN 978-2-0707-6772-4).
- 2005 : Harraga, Gallimard, « Folio » no 4498.
- 2008 : Le Village de l'Allemand ou Le Journal des frères Schiller, Gallimard – grand prix RTL-Lire 2008, grand prix de la francophonie 2008, prix Nessim-Habif (Académie royale de langue et de littérature françaises de Belgique), prix Louis-Guilloux[4].
- 2011 : Rue Darwin, Gallimard – prix du Roman-News 2012[73].
- 2015 : 2084 : la fin du monde, Gallimard – Grand prix du roman de l'Académie française 2015.
- 2018 : Le train d'Erlingen, ou La métamorphose de Dieu, Gallimard, 250 pages  (ISBN 978-2-07-279-839-9)[74],[75].
- 2020 : Abraham ou La Cinquième Alliance, Gallimard, coll. « Blanche ».
- 2024 : Vivre : le compte à rebours, 234 pages, Gallimard  (ISBN 978-2-07-304477-8).

### Nouvelles
- 2001 : La Voix, Gallimard / Le Monde.
- 2004 : La Femme sans nom, Littera et l’Aube.
- 2005 : « La vérité est dans nos amours perdues », dans Des nouvelles d'Algérie, éd. Métailié.
- 2005 : « Homme simple cherche évènement heureux », Le Monde.
- 2005 : « Tous les bonheurs ne valent pas le déplacement », Magazine des Beaux Arts.
- 2006 : « La terrible nouvelle », Le Monde.
- 2008 : « Ma mère » in Ma mère (collectif), Chèvrefeuille étoilée.
- 2008 : « Rendez-vous à Clichy-sous-Bois : Mohand ou la mort au coin de la rue » in Des nouvelles de la banlieue (collectif), Textuel/Ivre d'images.

### Essais
- 2006 : Poste restante : Alger : lettre de colère et d'espoir à mes compatriotes, éd. Gallimard, « Folio » no 4702.
- 2007 : Petit Éloge de la mémoire : Quatre Mille et Une Années de nostalgie, éd. Gallimard, « Folio » no 4486.
- 2013 : Gouverner au nom d'Allah : Islamisation et Soif de pouvoir dans le monde arabe, éd. Gallimard.
- 2017 : L'Impossible Paix en Méditerranée, avec Boris Cyrulnik, dialogue animé par José Lenzini, éditions de l'Aube.
- 2020 : France-Algérie, Résilience et Réconciliation en Méditerranée, avec Boris Cyrulnik, dialogue , éditions Odile Jacob,  (ISBN 978-2-7381-5168-1).
- 2021 : Où va la France ?, tribune publiée dans Le Figaro[76].
- 2021 : Lettre d'amitié, de respect et de mise en garde aux peuples et aux nations de la terre, Gallimard.
- 2024 : Le Français, parlons-en !, éditions du Cerf.

### Livres techniques
- 1986 : La Combustion dans les turboréacteurs, éd. OPU, Alger.
- 1989 : La Mesure de la productivité, éd. OPU, Alger.

### Autres
- 2001 : La Médiation dans l’art contemporain, musée du Jeu de Paume, Paris.
- 2002 : « Alger, mon amour », dans Amours de villes, villes africaines, coéd. Fest’Africa / Dapper littérature.
- 2003 : « L’âge de raison », dans Journal intime et politique, Littera-l’Aube.
- 2003 : « Souvenirs d’enfance et autres faits de guerre », dans L’Algérie des deux rives, coéd. Fayard / Mille et une nuits, Paris.
- 2005 : « L’odyssée de la mémoire », Senso Magazine, Paris.
- 2006 : Les Guerres d’Algérie, université de Berkeley.
- 2006 : La Question linguistique en Algérie, Lyriades.
- 2007 : C’était quoi, la France, éd. Gallimard, Paris.
- 2012 : Manifeste pour l'hospitalité des langues, Gilles Pellerin, Henriette Walter, Wilfried N'Sondé, Boualem Sansal, Jean-Luc Raharimanana et Patrice Meyer-Bisch, éd. La Passe du vent.
- 2017 : « La France, État altéré »[77], dans The New York Times.
- 2024 : Sous la dir. Daniel Salvatore Schiffer L'Humain au centre du monde - Pour un humanisme des temps présents et à venir. Contre les nouveaux obscurantismes, Éditions du Cerf, 392 pages.

### En revue
- Contributions à la revue Front populaire[78]

## Distinctions

### Ordres et décorations
- Chevalier de l'ordre des Arts et des Lettres

### Prix littéraires
- 1999 : Prix du premier roman et prix Tropiques pour son roman Le Serment des barbares
- 2007 : Prix Édouard-Glissant[79]
- 2008 : Grand prix RTL-Lire pour son roman Le Village de l'Allemand
- 9 juin 2011 : Prix de la paix des libraires allemands, pour la manière dont il « critique ouvertement la situation politique et sociale de son pays[80]. »
- 2012 : Prix du roman arabe pour le livre Rue Darwin[81],[82] ; prix du Roman-News pour ce même roman
- 13 juin 2013 : Grand prix de la francophonie de l'Académie française[83]
- 2013 : Prix Jean-Zay pour son essai Gouverner au nom d'Allah
- 2014 : Médaille d'or de La Renaissance française pour l'ensemble de son œuvre
- 2015 : Grand prix du roman de l'Académie française pour son roman 2084 : la fin du monde
- 2018 : Prix international de la laïcité de l'association française Comité Laïcité République[84]
- 23 avril 2022 : Prix Méditerranée pour son roman Abraham ou La cinquième Alliance

Il est le troisième écrivain algérien à le recevoir après Tahar Djaout et Kamel Daoud, trois écrivains engagés contre les excès du pouvoir algérien ou de l'islamisme.
- 4 juin 2023 : Prix de la Licra (fédération de Paris)
- 15 juin 2023 : Prix Constantinople, décerné à Paris pour l'ensemble de son œuvre
- 15 mai 2025 : Prix Jiří Theiner, du nom du journaliste tchèque Jiří Theiner qui s'est réfugié à Londres pendant le régime communiste,  à l'occasion du Salon du livre de Prague[86],[87].
- 21 mai 2025 : Prix mondial Cino-Del-Duca[88].

### Hommage
- En avril 2025, le conseil municipal de Cholet dans le Maine-et-Loire décide de donner le nom de Boualem Sansal à une place de la ville[89].